# Kanton Maisons-Alfort
Der Kanton Maisons-Alfort ist seit 2015 ein französischer Wahlkreis im Arrondissement Nogent-sur-Marne, im Département Val-de-Marne und in der Region Île-de-France. Er besteht aus der Gemeinde Maisons-Alfort.